# Gershom (hijo de Moisés)

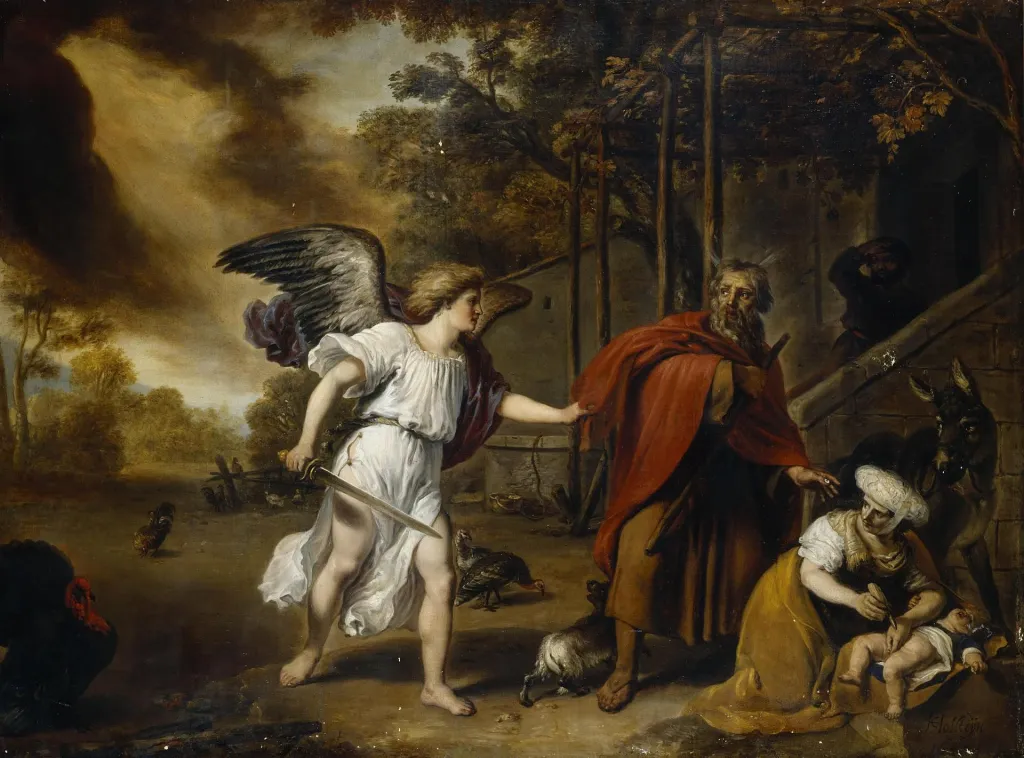

Según la Biblia, Gershom (גֵּרְשֹׁם Gēršōm, «un forastero allí»; Gersam) fue el hijo primogénito de Moisés y Séfora.  El nombre significa «un extraño allí» en hebreo (גר שם «ger sham»), que según el texto era una referencia a la huida de Moisés de Egipto. Los eruditos bíblicos consideran que el nombre es esencialmente el mismo que «Gershon» y en el Libro de las Crónicas el progenitor de uno de los principales clanes levitas se identifica a veces como Gershom, a veces como Gershon.
Es el primogénito de Moisés por Séfora; nacido en Madián. El suegro de Moisés, Jetro, fue a verlo al desierto, trayendo consigo a la esposa de Moisés, Séfora, y a sus dos hijos, Gersón y Eliezer. El servicio sacerdotal de Jonatán, descendiente de Gershom, en nombre de los danitas era ilegal porque, aunque era levita, no pertenecía a la familia de Aarón.
El pasaje del Libro del Éxodo sobre Moisés y Sépora en un campamento nocturno parece sugerir que algún ser, posiblemente Dios o un ángel, ataca a Gershom o a Moisés, hasta que Zippora realiza una circuncisión a Gershom. 
Los posteriores Libros de Crónicas identifican a Shebuel como un «hijo» de Gershom, aunque esto es anacrónico para una interpretación literal de la Biblia porque se describe que «Sebuel» vivía en la época del rey David. La palabra hebrea para «hijo» también puede significar descendiente; por ejemplo, incluso los descendientes lejanos del rey David se identifican en muchos casos como «Fulano de tal hijo de David» en el hebreo original.

## Conexiones sacerdotales
Aunque ciertos pasajes de la Biblia, que los eruditos textuales atribuyen a la Fuente sacerdotal, afirman que solo los descendientes de Aarón conocidos como aaronitas que eran sacerdotes legítimos, los eruditos bíblicos creen que el sacerdocio estaba originalmente abierto a miembros de cualquier tribu, y que la restricción a los aaronitas fue puramente una invención de los aaronitas, a la que se opusieron autores como el Deuteronomista. Los aaronitas afirmaban descender de Aarón , el hermano de Moisés, y por lo tanto cualquier descendiente inmediato de Moisés no contaría entre los aaronitas.
La posibilidad de que la historia del ídolo de Miqueas se refiera a «descendientes inmediatos de Moisés que son sacerdotes» es tomada por los eruditos bíblicos como una demostración de que la restricción exclusiva de los aaronitas no estaba presente originalmente en el sacerdocio israelita. Uno de los relatos sobre el ídolo de Micaías se refiere a un sacerdote como «un residente allí» (גר שם), lo que podría interpretarse alternativamente como que el sacerdote era efectivamente Gershom (גרשם). Los relatos sobre el ídolo de Micaías también incluyen una referencia a un «Jonathan hijo de Gershom» como sacerdote, y aunque el Texto Masorético parece evitar la implicación de que los no aaronitas pudieran ser sacerdotes al describir a este «Gershom» en particular como hijo de «Manasés» (מנשה), esto parece haber sido distorsionado; la letra «nun» (נ) aparece aquí en superíndice, lo que sugiere que el texto original describía a este «Gershom» como el hijo de «Moisés» (משה). El texto rabínico conocido como Seder Olam tiene a Jonatán, hijo de Gersón, hijo de Moisés cuando cita este versículo. 
El aspecto sacerdotal/profético sigue abierto a debate, Dios eligió explícitamente a Aarón y a sus hijos directos para los servicios del Tabernáculo y el Templo en recuerdo de la servidumbre de Aarón a Moisés durante todo el tiempo. Aarón sirvió a su hermano Moisés con mucha devoción, siendo llamado metafóricamente «su profeta» desde el principio.
El rey y el sacerdote/profeta son los dos líderes principales en la jerarquía antigua; desde este punto de vista, la creencia de que el sacerdocio está abierto a «cualquiera» parece no tener fundamento. La Biblia relata reglas de linaje muy estrictas para los sacerdotes, también conocidos como «los descendientes de Aarón», pero se mencionan ciertas desviaciones del concepto; por ejemplo, profetas como Samuel o Elías realizaron servicios similares a los sacerdotales en casos especiales. Como se ha mencionado anteriormente, es probable que el linaje de Gersón le hubiera obligado a entrar en el sacerdocio, pero parece que no realizó ningún servicio sacerdotal regular digno de mención. En otros escritos relacionados, se menciona que Dios ordenó a Moisés que pasara la autoridad a Josué en lugar de a sus dos tercos hijos, Gersón y Eliezer.